# Mont-Cauvaire
Mont-Cauvaire – miejscowość i gmina we Francji, w regionie Normandia, w departamencie Sekwana Nadmorska.
Według danych na rok 1990 gminę zamieszkiwały 603 osoby, a gęstość zaludnienia wynosiła 67 osób/km² (wśród 1421 gmin Górnej Normandii Mont-Cauvaire plasuje się na 390. miejscu pod względem liczby ludności, natomiast pod względem powierzchni na miejscu 406.).